# Tamaca
Tamaca è il terzo album del cantautore Ricky Tamaca pubblicato nel 1982.

## Descrizione
È il terzo album del cantautore Ricky Tamaca pubblicato nel 1982 con la casa discografica F1 Team. Esso è l'unico album raccolta di Ricky Tamaca e racchiude otto canzoni presenti nell'album precedente intitolato Ricky Tamaca. Tra le canzoni c'è anche Sera di primavera, che è uno dei successi di Ricky Tamaca.

## Tracce
1. Vola – 4:32 (S.Fossati, P.Steffan, P.Pirazzoli, R.Tammaccaro)
2. Tunisia – 4:32 (S.Fossati, P.Pirazzoli, R.Tammaccaro)
3. Cambierò radicalmente – 3:21 (R.Tammaccaro)
4. Eccomi qui – 3:04 (P.Pirazzoli, R.Tammaccaro)
5. Sera di primavera – 3:48 (P.Pirazzoli, S.Fossati, R.Tammaccaro, M.Perucci)
6. Canterò di me – 3:52 (C.Zavaglia, R.Tammaccaro)
7. Mercato – 5:35 (S.Fossati, P.Pirazzoli, R.Tammaccaro)
8. Con l'amore ti bruci – 2:57 (P.Pirazzoli, E.Ghinazzi, R.Tammaccaro)